# Kolonia Dzietrzkowice
Kolonia Dzietrzkowice – wieś w Polsce położona w województwie łódzkim, w powiecie wieruszowskim, w gminie Łubnice.
Do 28 marca 1996 były to trzy kolonie: Dzietrzkowice-Kolonia Pierwsza, Dzietrzkowice-Kolonia Druga i Dzietrzkowice-Kolonia Trzecia, które połączono w jedną wieś o nazwie Kolonia Dzietrzkowice.
W latach 1975–1998 miejscowość administracyjnie należała do województwa kaliskiego.